# Arkadi Alexandrowitsch Kosmodemjanski
Arkadi Alexandrowitsch Kosmodemjanski (russisch Аркадий Александрович Космодемьянский; * 23. Februarjul. / 8. März 1909greg. in Starilowo Ujesd Gorochowez; † 8. Dezember 1988 in Moskau) war ein russischer Physiker, Wissenschaftshistoriker und Hochschullehrer.

## Leben
Kosmodemjanski war der Sohn eines Dorfschullehrers. Als Kosmodemjanski 1926 nach dem Abschluss des Schulbesuchs für das Studium am Polytechnischen Institut Iwanowo die Trigonometrie-Prüfung nicht bestand, wurde er  im Rajon Pestjaki Instruktor in der Anti-Analphabetismus-Kampagne, und er bildete sich fort. 1927 begann er das Studium an der mechanischen Abteilung der physikalisch-mathematischen Fakultät der Universität Moskau (MGU). Nach dem Abschluss 1931 begann er die Aspirantur im Forschungsinstitut für Mathematik und Mechanik bei Wladimir Wassiljewitsch Golubew (1931–1934). 1932 wurde er Assistent an der MGU und begann zu lehren. 1934 wurde er nach Verteidigung seiner Kandidat-Dissertation über die näherungsweise Integration der Differentialgleichung der laminaren Grenzschicht zum Kandidaten der Wissenschaften promoviert. Darauf wurde er Dozent am Lehrstuhl für Theoretische Mechanik (1939 Professor). 1936 wurde er Leiter des Laboratoriums für Aerodynamik der mechanischen Abteilung der physikalisch-mathematischen Fakultät der MGU. 1939 wurde er nach Verteidigung seiner Doktor-Dissertation über einige Problem der aerodynamischen Theorie des Strömungswiderstands zum Doktor der physikalisch-mathematischen Wissenschaften promoviert.
Auch lehrte Kosmodemjanski am Moskauer Pädagogischen Institut (1931–1938) und an der Militärakademie für Ingenieure der Luftstreitkräfte „Prof. N. J. Schukowski“ (1934–1941, 1945–1949). Daneben arbeitete er 1931–1937 im Zentralen Aerohydrodynamischen Institut (ZAGI) als Ingenieur. 1943–1947 leitete er den Lehrstuhl für Theoretische Mechanik des Moskauer Chemisch-Technischen Mendelejew-Instituts. In Fragen der Pädagogik war Andrei Petrowitsch Minakow sein Lehrer. Ab 1942 beschäftige er sich mit Fragen zur Wissenschaftsgeschichte der Mechanik.
1945 war Kosmodemjanski Mitglied der Delegation der UdSSR beim Weltgewerkschaftskongress des Weltgewerkschaftsbundes in London.
Seit 1939 hatte Kosmodemjanski mit der Raketenthematik zu tun. 1949 trat er in den Dienst der Roten Armee. Er übte dann unterschiedliche Funktionen beim Ministerrat der UdSSR aus. 1949 wurde er zum Korrespondierenden Mitglied der Akademie der Artillerie-Wissenschaften gewählt. 1955 wurde er Vizevorsitzender des Rats für Wissenschaft und Technik des Spezialkomitees des Ministerrats der UdSSR für Raketenaufrüstung. Ab 1966 hielt er Vorlesungen über Unterrichtsmethodik an der Moskauer Technischen Hochschule (MWTU) und am Moskauer Institut für Luftfahrttechnologie (MATI). 1970 wurde er Generalmajor. 1971 wurde er Korrespondierendes Mitglied der Académie internationale d’histoire des sciences. 1972 wurde er zur  Akademie der Wissenschaften der UdSSR (AN-SSSR, seit 1991 Russische Akademie der Wissenschaften (RAN)) abgeordnet, um als wissenschaftlicher Seniormitarbeiter im Institut für Geschichte der Naturwissenschaft und Technik der AN-SSSR zu arbeiten. 1975 ging er in den Ruhestand.
Kosmodemjanski war Delegierter  im Moskauer Stadtsowjet (seit 1939), Mitglied des Plenums des Rajonkomitees Krasnopresnenskaja der KPdSU (1945–1948) und Volksbeisitzer im Obersten Gericht der UdSSR (1946).
Kosmodemjanski war verheiratet mit Galina Farber (1914–2005) und hatte zwei Söhne: Wadim (1934–2010) lehrte Mechanik an der MWTU, während Alexander (* 1946) Mathematik-Dozent an der Staatlichen Universität für Verkehrswesen Moskau ist.
Kosmodemjanski wurde auf dem Wwedenskoje-Friedhof begraben.

## Ehrungen, Preise
- Stalinpreis II. Klasse (1953)
- Leninorden (1956, 1957)
- Orden des Roten Banners der Arbeit (1961)